# Albin Haller
Pour les articles homonymes, voir Haller.
Albin Haller, né à Fellering le 7 mars 1849 et mort à Paris le 29 avril 1925, est un chimiste français, membre de l'Académie des sciences, directeur de l'École supérieure de physique et de chimie industrielles de la ville de Paris.
Il est connu pour ses travaux sur le camphre, qui ont permis de simplifier la synthèse du camphre à celle plus simple de l'acide camphorique.

## Famille
Il est issu d'une famille modeste.
Sa femme, Lucie Comon, est la cousine germaine du mathématicien  Henri Poincaré et la belle-sœur de celle-ci Marie Tonnelier, épouse de Louis Comon est la cousine germaine du chimiste Antoine Guntz. La sœur de Henri Poincaré avait épousé le philosophe Émile Boutroux.

## Biographie
Albin Haller fréquente l'école primaire supérieure de Wesserling avant de devenir apprenti menuisier chez son père. Remarqué par le pharmacien local, il est envoyé chez un pharmacien de Munster qui avait appris la chimie avec Eugène Jacquemin, élève de Gerhardt, dont le nom à l'École de pharmacie de Strasbourg est lié à l'histoire des salicylés. Il est bachelier ès sciences à Strasbourg en 1870.
Avec la prise de Strasbourg par les allemands lors de la guerre de 1870, l'École de pharmacie de Strasbourg est transférée à Nancy ; ce qui amène la création en 1872 d'une école de pharmacie à Nancy (elle est dépendante de la Faculté de médecine jusqu'en 1876). En 1872, Haller suit le cours de l'École supérieure de pharmacie nouvellement créée à Nancy et y travaille comme aide-préparateur.
Il y rencontre Édouard Heckel, avec qui il co-publie un article sur la Potalia amara en 1876. Il obtient à Paris un doctorat ès sciences avec une thèse sur le camphre.
Il est maître de conférences pour Camille Forthomme (Faculté des sciences de Nancy) et lui succède en 1879. Il est professeur en 1884[réf. nécessaire]. 
Il est directeur de l'Institut chimique de Nancy, qu'il crée en 1887[réf. nécessaire]. 
En 1899 il part à la Sorbonne où il succède à Charles Friedel comme professeur de chimie organique. Il est directeur de l'École supérieure de physique et de chimie industrielles de la ville de Paris de 1905 à sa mort. Il y réorganise les études et introduit un cours de chimie physique et un de mécanique appliquée.

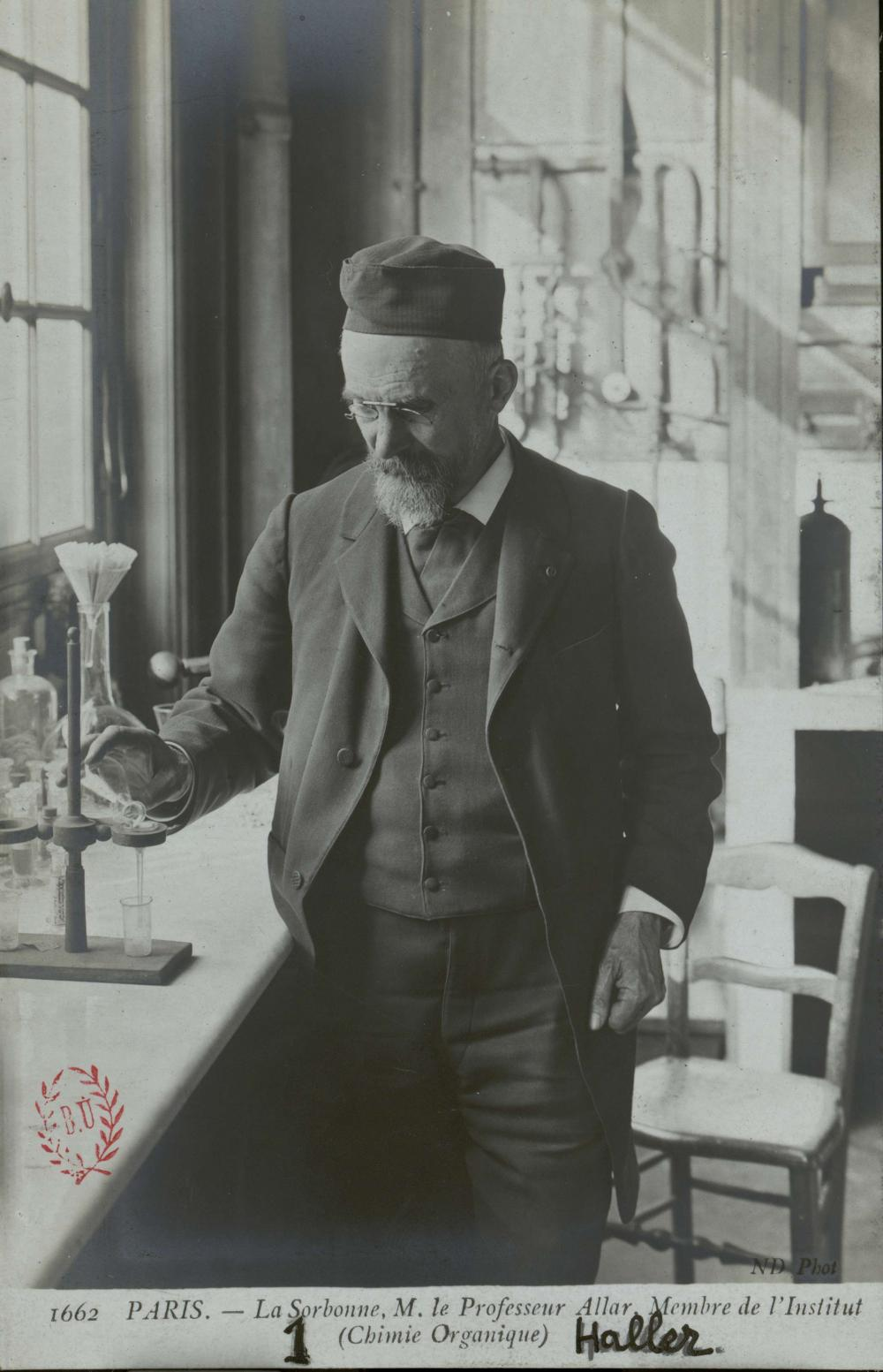
La Sorbonne. M. le professeur Allar [i.e. Haller], membre de l'Institut (Chimie organique) (Bibliothèque de la Sorbonne, NuBIS)

Albin Haller est président de la Société chimique de France élu en 1904 et 1910. En 1900, il est élu membre de l'Académie des sciences, dont il est président en 1923. Il est également membre de l'Académie de médecine et de l'Académie d'agriculture de France. Il reçoit le prix Jecker de l'Académie des sciences en 1898 et la médaille Davy de la Royal Society en 1917. Il préside la Société de chimie industrielle à sa fondation en 1917. Il a été sociétaire de la Société des sciences de Nancy.
Il est espérantiste.

## Travaux scientifiques

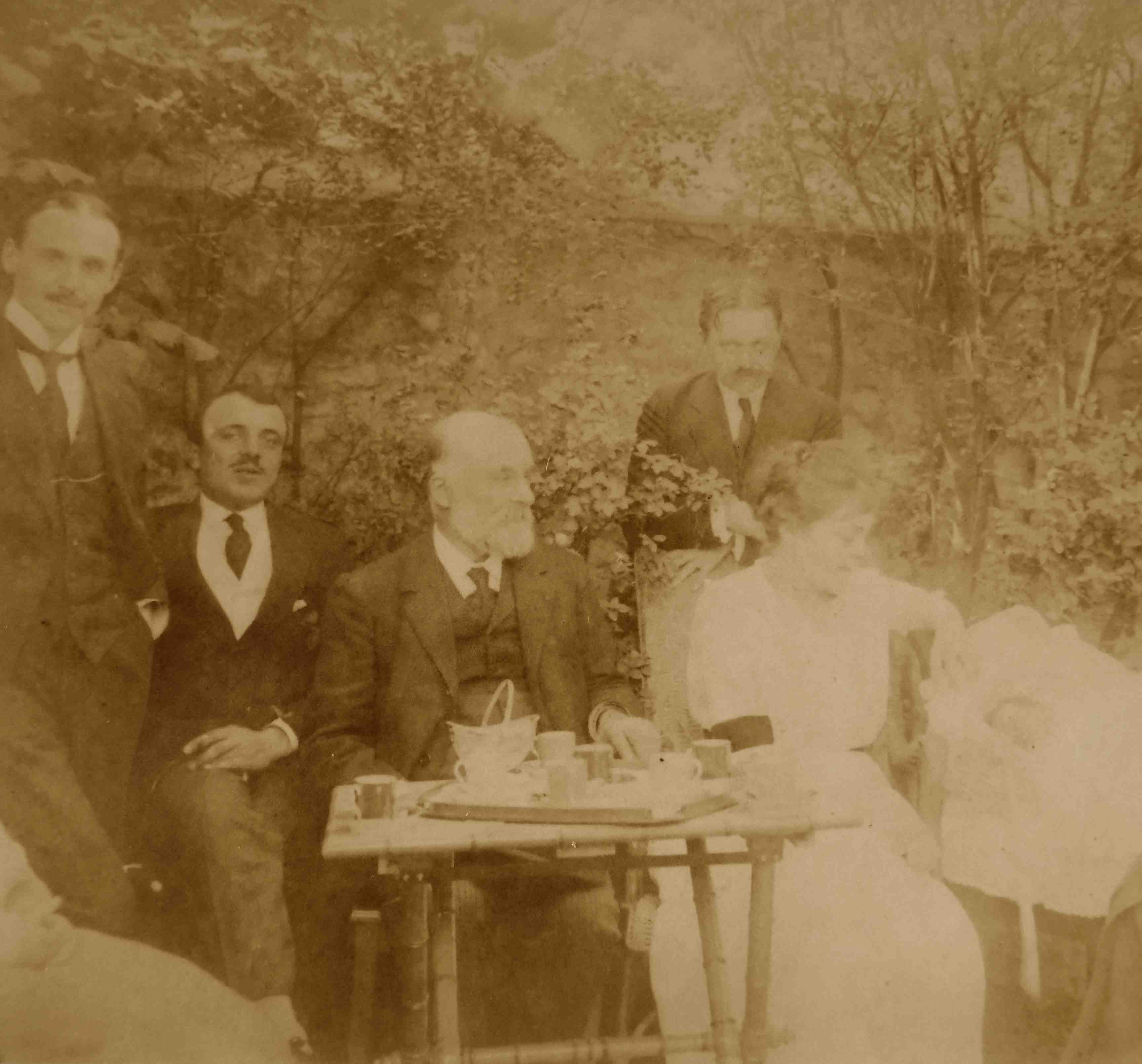
Albin Haller en juillet 1914. À gauche son fils G. Haller puis Joseph Malègue. À droite son gendre Franck Malègue et sa fille Geneviève.

Il étudie les dérivées du camphre, synthétise l'acide nitrique (1888) et le menthol (1905). Il comprend les mécanismes de trans-estérification et l'importance de l'amidure de sodium pour la synthèse des cétones ramifiées. En chimie végétale, il obtient une meilleure séparation des alcools terpéniques des huiles essentielles d'une grande importance pour l'industrie des parfums.

## Publications
- Traité élémentaire de chimie, chimie organique, Carré et Naud, Paris, 1896. Texte en ligne disponible sur LillOnum
- Traité élémentaire de chimie, chimie minérale, Carré, Paris, 1896. Texte en ligne disponible sur LillOnum
- Savons et bougies: la savonnerie et la stéarinerie, 396 pages, Paris, J.-B. Baillière et fils, 1907.
- Le Camphre et ses dérivés, 34 pages, Paris, Administration des deux revues, 1888.
- Cérémonies du Centenaire de Louis Pasteur, avec Hilaire de Chardonnet, Georges Goyau, Théophile Homolle et Alexandre Millerand, 52 pages, Paris, Firmin-Didot et Cie, 1923.
- Contribution à l'étude du camphre et d'un certain nombre de ses dérivés, 59 pages, thèses présentées à la Faculté des sciences de Paris, Nancy, Berger-Levrault, 1879.
- Produits chimiques et pharmaceutiques, matériel de la peinture, parfumerie, savonnerie, avec Louis Alphonse Adrian, 282 pages, Paris, Imprimerie nationale, 1894.
- Exposition universelle internationale de 1900 à Paris: rapports du jury international, industrie chimique, 2 volumes de 405 et 445 pages, Paris, Imprimerie Nationale, 1902.
- Funérailles d'Armand Gautier, 3 pages, Paris, Académie des sciences, 1920.
- L'Industrie chimique, 348 pages, Paris, J.-B. Baillière et fils, 1895.
- Les Industries chimiques et pharmaceutiques, 2 volumes, Paris, Gauthier-Villars, 1903.
- Inauguration de la fondation et du médaillon de Charles Gerhardt, 14 pages, Paris, Académie des sciences, Gauthier-Villars , 1921.
- Inauguration de la statue de Charles Adolphe Wurtz, 11 pages, Paris, Académie des sciences, Gauthier-Villars , 1921.
- Inauguration du monument d'Amedeo Avogadro, 5 pages, Paris, Académie des sciences, Gauthier-Villars , 1911.
- Memento du chimiste (ancien agenda du chimiste), avec Charles Girard, Paris, Dunod et Pinat, 1919, 206 pages
- Mémento du chimiste (ancien agenda du chimiste), avec Charles Girard, Beaudouard, Brévans, Charon, 806 pages, Paris, Dunod et Pinat, 1912.
- Le Plancher national, plancher en ciment armé, sans coffrage, système Haller, 12 pages, Paris, École spéciale des travaux publics, du bâtiment et de l'industrie, 1917.
- Manuel pratique de galvanoplastie et de dépôts électrochimiques, par André Brochet, préface d'Albin Haller, 416 pages, Paris, J.-B. Baillière et fils, 1908.
- Théorie générale des alcools, Paris, 1879.
- Travaux publiés pendant l'année scolaire 1881-1882, extraits des Comptes-rendus des séances de l'Académie des sciences, 14 pages, Nancy, Berger-Levrault, 1883.

## Hommages
Une salle de l'École nationale supérieure des industries chimiques, héritière de l'Institut chimique de Nancy porte son nom.